# 職業としての政治
『職業としての政治』（しょくぎょうとしてのせいじ、ドイツ語: Politik als Beruf）は、社会学者のマックス・ヴェーバーが大学生に向かって行った講演の内容をまとめたものである。
このヴェーバーによる講演は、1919年1月28日にミュンヘンの学生団体のために行ったものである。なお、ちょうどこの時期、ドイツ帝国が第一次世界大戦で敗北し、革命によって帝政が廃止されるという事態になっていた。

## 内容

### 権力
ヴェーバーは、政治とは「自主的におこなわれる指導行為」の一切を含むものであると述べている。したがって、たとえば、銀行の為替政策、都市の教育政策、細君の亭主操縦などあらゆる社会現象は、政治的なものである。ただし、以下に述べる政治は、国家の指導に影響するような政治活動に限定する。
社会学的な国家とは、物理的暴力の行使という特殊な手段を有する政治団体である。したがって、レフ・トロツキーが「すべての国家は暴力の上に基礎付けられている」と述べたように、暴力を持たない国家は無力である。ただし、当然のことながら、暴力の行使は、平時における通常の国家の政治的手段であるわけではない。
つまり、国家とはその域内において「正当な物理的暴力行使の独占を要求する共同体 (als eine Gemeinschaft, welche innerhalb eines bestimmten Gebietes das Monopol legitimer physischer Gewaltsamkeit für sich (mit Erfolg) in Anspruch nimmt)」であると捉えることができる。したがって、政治とは、国際社会においても国内社会においても、「権力の分け前にあずかり、権力の配分関係に影響を及ぼそうとする努力である」と言うことができる。

### 支配
ヴェーバーによれば、近代国家やそれ以前のあらゆる政治団体は、暴力を背景とした「人間の人間に対する支配関係」である。したがって、その存続には被治者の服従が必要である。また、政治の正当性の根拠については、その支配の方法によって、3種類に分けることができる。すなわち、ある習慣を保守する態度がとられることで神聖視されている伝統的支配、ある個人のカリスマ性や英雄的行為に依拠したカリスマ的支配、制定法の妥当性や権限に基づいた合法的支配である。さらに、支配を実施するためには、政治権力がどのように自己の支配機構を確保するのかという問題がある。
あらゆる支配機構には、二つの条件がある。すなわち、第一に「人々の行為が権力に対して服従するように方向付けられていること」であり、第二に「支配者が物理的暴力を掌握していること」の二つである。したがって、行政を遂行するには、人的資源と物的資源の二つが必要である。
ヴェーバーは、行政の物的手段が支配者ではなく行政人員によって独自に確保されている政治団体を「身分制的団体」と呼んだ。
封建制の下では、領主は行政や司法を自主的な権力で実施している。また、君主制では人間が現物支給や貨幣給与で雇用する人々で行政統制し、軍事力を準備していた。そして、近代国家は、その域内において、正当な物理的暴力行使の独占に成功した集権的な支配団体である。そして、この政治的収奪過程において、職業政治家が登場したのである。

### 職業政治家
物的にも心的にも一義的に政治で生きている「職業政治家」がいる。職業として政治を行うとは、「政治によって生きる」方法と「政治のために生きる」方法の二つがある。両者の違いは、前者が政治を恒常的な収入源にしている者であるのに対して、後者はそうでない者という点にある。そして、「政治のために生きる」人々を中心に政治が運営される場合、その際の政治家の人的補充はどうしても金権制的に行なわれてしまう。したがって、そういった金権的な人的補充が行なわれないようにするためには、政治に携わることによって、定期的で確実な収入が得られるようにしなければならない。
また、職業政治家とは異なる傾向を持つものとして、官僚がある。官僚は、専門教育によって養われた高度な知識と高い誇りを持っており、国家機構の純粋な技術的能率性を司っている。そして、これは、技術的な行政活動の必要性によるものである。また、官僚は、専門家であると共に、非党派的であるべきであり、政治的闘争に巻き込まれてはならない。党派性や闘争は、政治家の本領であり、官僚とはまったく異なる責任がある。官僚は、たとえ上部の命令が自分の意見と相容れないものであったとしても、それが信念であるかのように執行すべきである。

### 政治倫理
ヴェーバーは、職業政治家になるための資質の一つとして、「権力感情」を挙げている。つまり、他者を指導しているという意識や歴史的事件の一部を担っているという感情によって、非日常的な気分を味わうという能力である。しかし、政治には特有の倫理的問題の領域がある。したがって、政治家には情熱・責任感・判断力の資質が特に重要である。
政治家にとって問題となるのは、情熱と判断力をどのように政治家個人の人格に内面化するかということである。なぜなら、政治を遂行するには、情熱だけでなく、冷静に状況を観察して判断する力が必要だからである。つまり、政治家は、衆目を集めようとする虚栄心という、致命的な気質を克服しなければならない。
そして、為政者がその政治倫理を自覚しなければ、政治的手段そのものによって政治が滅ぼされる危険性がある。したがって、たとえ将来の危険を予測することができなくても、それに関するすべての責任を引き受け、道徳的にも屈服せず、政治倫理が悪行をもたらすものであると知る人間こそが、政治への天性を持っている。

### 別訳版
- 『マックス・ヴェーバー 政治論集 2』（みすず書房、1982年）- 脇訳を収録
- ウェーバー『職業としての政治　職業としての学問』 中山元訳（日経BPクラシックス、2009年）ISBN 978-4822247225
- ヴェーバー『政治の本質』 清水幾太郎訳（中公文庫、2017年）- カール・シュミット「政治的なるものの概念」を併録
- ウェーバー『仕事としての学問　仕事としての政治』 野口雅弘訳（講談社学術文庫、2018年）ISBN 978-4065122198
- ウェーバー『職業としての政治』 西島芳二訳（復刻・一穂社、2005年）- 岩波版の旧訳で角川文庫でも再刊